# Zagłębie Sosnowiec (hokej na lodzie)
Zagłębie Sosnowiec – klub hokejowy z siedzibą w Sosnowcu, występujący w rozgrywkach polskiej Polskiej Hokej Ligi. Został założony 27 listopada 1933 roku jako jedna z sekcji Sosnowieckiego Towarzystwa Sportowego „Unia”. W 1962 roku zmieniono nazwę klubu na „GKS Zagłębie”. Jeden z najbardziej utytułowanych polskich klubów hokejowych. Pięciokrotnie zdobywał tytuł mistrza Polski oraz pięciokrotnie zajmował miejsca na podium.
Początkowo klub działał jako jedna z sekcji wielosekcyjnego Zagłębia Sosnowiec. Po raz pierwszy awansował do I ligi w 1971 roku. W latach 1974–1991 występował w najwyższej klasie rozgrywkowej. W 1992 roku rozwiązano sekcję. Jej działalność wznowiono we wrześniu 1998 roku. W czerwcu 2011 roku klub przekształcił się w spółkę akcyjną, a jego właścicielem został Urząd Miasta Sosnowiec. Po dwóch latach działalności Spółka została zlikwidowana, a klub został wycofany z rozgrywek. W 2014 Zagłębie reaktywowano, a od sezonu 2015/2016 drużyna występuje w Polskiej Hokej Lidze.

## Historia

### Założenie klubu
Historia Zagłębia Sosnowiec rozpoczyna się 27 listopada 1933 roku, kiedy to przy klubie Sosnowieckiego Towarzystwa Sportowego „Unia” została utworzona sekcja hokeja na lodzie. Swój pierwszy mecz zawodnicy, głównie uczniowie szkół średnich rozegrali w 1934 roku. Po zakończeniu II wojny światowej, w czerwcu 1945 roku klub przejęła Rejonowa Komenda Uzupełnień. Zmieniono również nazwę na „KS RKU Sosnowiec”. Większość zawodników tworzyli piłkarze, którzy w przerwie między rozgrywkami piłkarskimi uprawiali hokej na lodzie. Z czasem jednak w klubie zaczęli trenować wyłącznie hokeiści. Klub nie posiadał krytego lodowiska, przez co mecze rozgrywane były na naturalnych lodowiskach. Na początku na lodowisku przy ul. Kilińskiego, a następnie przy ul. Mireckiego. W 1949 roku klub wyniku przejścia do resortu hutniczego zmienił nazwę na „Stal Sosnowiec”.

### Lata 50.
W 1955 roku klub występował w rozgrywkach Ligi Wojewódzkiej. Rok później hokeiści rozgrywali swoje mecze w trzeciej lidze gdzie zajęli 5 miejsce. W kolejnym sezonie drużyna zajęła drugie miejsce w lidze i o awans do drugiej ligi rozegrała mecz z Cracovią. Spotkanie wygrali Krakowianie 5:1 i awansowali do drugiej ligi. W tym czasie Stal Sosnowiec wywalczyła również trzykrotnie mistrzostwo województwa, mając w składzie takich zawodników jak: Roman Musiał, Witold i Andrzej Majewscy, Ryszard Krajewski, Tadeusz Maślak oraz Marian Masłoń. W latach 1958–1962 klub występował w rozgrywkach trzeciej ligi zajmując następujące lokaty na koniec sezonu: piąte miejsce w 1958 roku, czwarte miejsce w 1959 roku, szóste miejsce w 1960 roku, ósme miejsce w 1961 roku. W 1962 roku doszło do zmiany nazwy klubu na „ GKS Zagłębie Sosnowiec”. W lidze drużyna zajęła siódme miejsce i spadła do Ligi Regionalnej.

### Lata 60.
W latach sześćdziesiątych największym problemem dla klubu był brak sztucznego lodowiska. Ciepłe zimy nastręczały wiele problemów organizacyjnych. Spadek do niższej klasy rozgrywkowej, jak również treningi na lodowisku w Katowicach spowodował, że w klubie trenowało niewielu hokeistów, co groziło rozwiązaniem sekcji hokejowej. Sytuacja zmieniła się w 1966 roku kiedy z inicjatywy władz kopalni „Sosnowiec” oraz klubowych działaczy wybudowano sztuczne lodowisko. W następnych latach zostało znacznie rozbudowane oraz zadaszone. W tym czasie w klubie utworzono również szkółkę młodzieżową skupiającą kilka drużyn juniorskich. W pierwszym sezonie w Lidze Regionalnej w 1963 roku klub zajął siódmą pozycję. W kolejnym uplasował się na trzecim miejscu. Ten sukces drużyna powtórzyła w 1967 roku. W tym roku doszło do reorganizacji rozgrywek i klub od następnego sezonu występował w trzeciej lidze. W 1968 roku klub trenowany przez Alfreda Gansinieca i Tadeusza Maślaka zajął pierwsze miejsce w trzeciej lidze. Dzięki temu wziął udział w turnieju barażowym o awans do drugiej ligi rywalizując z Unią Oświęcim oraz ze Startem Opole. Zagłębie wygrało obydwa mecze ze Startem, z Unią zremisowało na własnym lodowisku i przegrało na wyjeździe. Turniej barażowy wygrała Unia, która awansowała do drugiej ligi. W drużynie Zagłębia występowali wówczas m.in. Franciszek i Andrzej Strzeleccy, Jerzy Orliński, Gerard Gadaczek, Leszek Kotasiński, Celestyn Zygadło. Dzięki reorganizacji rozgrywek Zagłębie dołączyło do zespołów drugiej ligi Grupy Południe. W pierwszym sezonie w drugiej lidze drużyna zajęła trzecie miejsce w tabeli. W kolejnym roku drużyna powtórzyła ten wynik.

### Lata 70.
Przełomowym wydarzeniem w historii klubu był awans do pierwszej ligi w sezonie 1970/1971. Jednak w następnym sezonie zespół zajął dziesiąte miejsce w tabeli i spadł do drugiej ligi. W drugiej lidze drużyna ponownie okazała się najlepsza i uzyskała po raz drugi awans do pierwszej ligi. W najwyższej klasie rozgrywkowej drużyna czterokrotnie z rzędu zajmowała ósme miejsce. W 1976 roku tytuł króla strzelców pierwszej ligi wywalczył napastnik Zagłębia Henryk Pytel. Za strzelenie 29 bramek otrzymał puchar Przeglądu Sportowego. Pierwszy wielki sukces klub osiągnął w sezonie 1977/1978 zdobywając wicemistrzostwo Polski. W następnym roku drużyna powtórzyła sukces i drugi raz została wicemistrzem Polski, a występujący w ataku Wiesław Jobczyk zdobył tytuł króla strzelców.

### Lata 80.
W latach 80. XX wieku klub święcił największe sukcesy w swojej historii. Zdobył pięć tytułów mistrza Polski. Po raz pierwszy Zagłębie trenowane przez Josefa Ivana wygrało ligę w sezonie 1979/1980. W następnym sezonie 1980/1981 drużyna obroniła tytuł mistrzowski, a Wiesław Jobczyk po raz drugi został królem strzelców. Również w tym sezonie drużyna po raz pierwszy w historii wystąpiła w europejskich pucharach w rozgrywkach Pucharu Europy. W pierwszej rundzie Zagłębie wysoko pokonało Vojens IK (10:3, 11:2), w drugiej przegrało w dwumeczu z niemiecką drużyną Dynamo Berlin (6:3, 1:6). W sezonie 1981/1982 drużyna po raz trzeci z rzędu sięgnęła po tytuł mistrzowski, również Wiesław Jobczyk obronił tytuł króla strzelców. W rozgrywkach Pucharu Europy klub dotarł do trzeciej rundy. W pierwszej wyeliminował rumuński Dinamo Bukareszt (8:5, 7:3), w drugiej pokonał holenderski Feenstra Flyers Heerenveen (5:2, 5:7). W trzeciej rundzie rywalem był fiński Oulun Kärpät, który w wyniku walkowera nałożonego na Zagłębie awansował do dalszej rundy. Zagłębie nadal dominowało w lidze zdobywając czwarte mistrzostwo Polski w sezonie 1982/1983. Trzeci raz z rzędu najlepszym strzelcem ligi został Jobczyk.
Od sezonu 1983/1984 po raz pierwszy zostały wprowadzone rozgrywki play-off, w których drużyny grały między sobą do dwóch zwycięstw w każdej parze. Zwycięzca tej rywalizacji zdobywał tytuł mistrza Polski. Po rundzie zasadniczej Zagłębie zajmowało drugie miejsce w tabeli. W fazie play-off drużyna dotarła do finału, gdzie przegrała w trzech meczach z Polonią Bytom 2:1 (1:2, 3:2, 0:7). Na przełomie lat 70. i 80. do 1984 funkcję prezesa sekcji hokejowej Zagłębia Sosnowiec pełnił Jan Rodzoń. W sezonie 1984/1985 klub zdobył piąte mistrzostwo Polski w swojej historii. Po rundzie zasadniczej zawodnicy Zagłębia prowadzili w ligowej tabeli mając punkt przewagi nad drugą Polonią Bytom. W fazie play-off drużyna podobnie jak w poprzednim sezonie dotarła do finału, gdzie pokonała Polonię Bytom 2:0 (6:1, 5:3). Indywidualny sukces osiągnął napastnik Andrzej Zabawa, który zdobył 41 bramek i został królem strzelców pierwszej ligi.

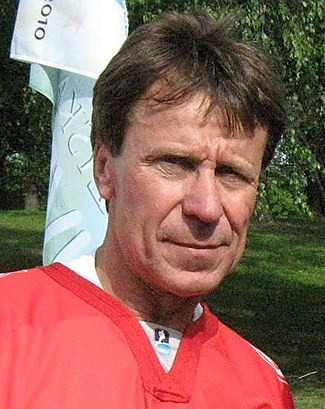
Wiesław Jobczyk czterokrotny król strzelców I ligi w barwach Zagłębia Sosnowiec

W następnym sezonie drużyna zajęła trzecie miejsce w tabeli rundy zasadniczej, a w fazie play-off odpadła w półfinale z Podhalem Nowy Targ 1:2 (3:5, 3:2, 2:4). W meczu o trzecie miejsce zespół przegrał z Naprzodem Janów 1:2 (1:2 pd., 5:4, 1:3). Po raz drugi z rzędu koronę króla strzelców wywalczył Andrzej Zabawa strzelając 52 gole. W europejskich pucharach drużyna rozpoczęła rywalizację w Pucharze Europy od drugiej rundy. Rywalem Zagłębia była drużyna SHC Saint-Gervais. W pierwszym spotkaniu rywale wygrali 5:3 natomiast w rewanżu był remis 3:3 i to rywale awansowali do dalszej rundy. W sezonie 1986/1987 drużyna zajęła pierwsze miejsce w tabeli rundy zasadniczej, jednak w półfinale play-off ponownie przegrała z Podhalem Nowym Targ 2:1. W decydującym meczu w Nowym Targu w regulaminowym czasie gry był remis 4:4, jednak w rzutach karnych lepsi byli hokeiści Podhala, którzy wygrali 2:1. Podobnie jak w poprzednim sezonie w meczu o trzecie miejsce rywalem była drużyna Naprzodu Janów. Rywalizację 2:1 wygrali Janowianie (4:6, 11:3, 4:2).
Koniec lat 80. i początek 90. nie był tak udany dla klubu jak poprzednia dekada. W sezonie 1987/1988 drużyna zajęła czwarte miejsce w tabeli rundy zasadniczej. W play-offach dotarła do półfinału, gdzie przegrała z późniejszym mistrzem Polski Polonią Bytom w stosunku 2:1 (4:6, 5:2, 10:1). W rywalizacji o brązowe medale Zagłębie wygrało z Naprzodem Janów 2:1 (2:3, 5:2, 3:2), rewanżując się drużynie z Janowa za poprzednie dwie porażki. W następnym sezonie 1988/1989 drużyna uplasowała się na szóstym miejscu po rundzie zasadniczej i awansowała do grupy silniejszej, gdzie również zajęła szóste miejsce. W ćwierćfinale play-off zmierzyła się z Podhalem. Zespół przegrał oba mecze w stosunku 2:1 i 6:2 i ostatecznie zajął piąte miejsce po zwycięstwie nad GKS Tychy 2:1 (5:3, 1:5, 5:2). Dzięki 27 golom tytuł króla strzelców zdobył napastnik Piotr Zdunek.

### Lata 90.
W sezonie 1989/1990 klub dobrze radził sobie w lidze. Po rundzie zasadniczej zajmował trzecie miejsce w tabeli i awansował do grupy silniejszej, gdzie zajął drugie miejsce. Po pokonaniu Cracovii w ćwierćfinale play-off, drużyna trafiła na Podhale Nowy Targ. Rywale dwukrotnie okazali się lepsi wygrywając 3:2 i 5:2. W meczu o 3 miejsce Zagłębie pokonało 7:3 Naprzód Janów i wywalczyło brązowe medale. W okresie zmian ustrojowych w kraju po 1989 roku z finansowania klubu wycofał się główny sponsor KWK Sosnowiec. Trudna sytuacja finansowa klubu miała duży wpływ na poziom sportowy drużyny. W sezonie 1990/1991 drużyna zajęła przedostatnie, dziewiąte miejsce w tabeli rundy zasadniczej i trafiła do grupy słabszej. Zajęła w niej trzecie miejsce i musiała grać baraż o utrzymanie w lidze z ŁKSem Łódź. Rywalizację 2:1 (5:2, 2:8, 10:7) wygrali hokeiści Zagłębia i utrzymali się w lidze. Następny sezon 1991/1992 był ostatnim w najwyższej klasie rozgrywkowej. Po odejściu najlepszych zawodników drużyna przegrała wszystkie 18 meczów rundy zasadniczej. Działacze klubowi po październikowym meczu z Naprzodem Janów podjęli decyzję o wycofaniu drużyny z rozgrywek. Zaistniała wówczas możliwość, aby zawodnicy Zagłębia zasilili drużynę MOSiR Sosnowiec w II lidze 1991/1992, jednak także i ten zespół nie ukończył rozgrywek. Niedługo potem sekcja została rozwiązana.
We wrześniu 1998 roku klub reaktywowano pod nazwą „STH Zagłębie”. Trenerem został Andrzej Wudecki, a trzon drużyny stanowili juniorzy. Drużyna została zgłoszona do rozgrywek pierwszej ligi. Po rundzie eliminacyjnej klub zajmował dwunaste miejsce w tabeli i trafił do grupy słabszej, gdzie rywalizację ukończył na szóstej pozycji i musiał walczyć w turnieju o utrzymanie w lidze. Zagłębie po dwóch zwycięstwach i dwóch porażkach ostatecznie zajęło drugie miejsce w tabeli i spadło do drugiej ligi. 23 czerwca 1999 roku nowym prezesem hokeistów Zagłębia Sosnowiec został Zbigniew Zjegiert.

### Lata 2001-2010
| Dotychczasowe nazwy                      | od   | do   |
| ---------------------------------------- | ---- | ---- |
| Sosnowieckie Towarzystwo Sportowe „Unia” | 1933 | 1939 |
| KS Rejonowa Komenda Uzupełnień Sosnowiec | 1945 | 1949 |
| KS Stal Sosnowiec                        | 1949 | 1962 |
| GKS Zagłębie Sosnowiec                   | 1962 | 1991 |
| STH Zagłębie Sosnowiec                   | 1998 | 2001 |
| TRH Zagłębie Sosnowiec                   | 2001 | 2003 |
| UKS Sielec Sosnowiec                     | 2003 | 2005 |
| UKS ZSME Zagłębie Sosnowiec              | 2005 | 2006 |
| Pol–Aqua KH Zagłębie Sosnowiec           | 2007 | 2010 |
| Zagłębie Sosnowiec S.S.A.                | 2011 | 2013 |
| HK Zagłębie Sosnowiec                    | 2014 |      |

Po dwóch latach gry na drugim szczeblu rozgrywkowym Zagłębie ponownie uzyskało awans do Ekstraligi. W sezonie 2001/2002 drużyna występująca pod nazwą „TRH Zagłębie” zajęła szóste miejsce w tabeli rundy zasadniczej, a na koniec sezonu została sklasyfikowana na siódmym miejscu. W kolejnym sezonie Zagłębie zajęło siódme miejsce w rundzie zasadniczej i walczyło o utrzymanie w rywalizacji do trzech zwycięstw z KTH Krynica. Kryniczanie zwyciężyli w tej konfrontacji 3:1 i utrzymali się w lidze (4:5, 4:3k, 3:2, 7:4). Po spadku do niższej klasy rozgrywkowej pogorszyła się i tak trudna sytuacja finansowa klubu. Przed startem nowego sezonu zmieniono nazwę na „UKS Sielec Sosnowiec”. Drużyna grała słabo i zajęła siódme miejsce w I lidze. Sytuacja w klubie ustabilizowała się, gdy prezesem klubu został Tomasz Pawłowski. Klub po raz kolejny zmienił nazwę na „UKS ZSME Zagłębie”. W lidze drużyna wygrała rundę zasadniczą i dotarła do finału play-off. W nim zmierzyła się z Polonią Bytom. Po wyrównanych pięciu meczach wygrała tę rywalizację 3:2 i awansowała do Polskiej Ligi Hokejowej.
W pierwszym sezonie po powrocie do PLH drużyna zajęła siódme miejsce w tabeli sezonu zasadniczego i w play-off rywalizowała o miejsca 5-8 z wyżej notowanym Stoczniowcem Gdańsk. Zagłębie wygrało 3:1 i zapewniło sobie utrzymanie w lidze. W meczach o piąte miejsce do dwóch zwycięstw klub walczył z TKH Toruń. Torunianie wygrali obydwa spotkania, przez co Zagłębie uplasowało się na szóstym miejscu na koniec rozgrywek. W całym sezonie wyróżniającymi się zawodnikami byli Wojciech Wojtarowicz oraz Teddy Da Costa. Przed startem sezonu 2006/2007 do klubu prowadzonego przez prezesa Adama Bernata dołączyli reprezentanci Polski Mariusz Puzio, Tomasz Jaworski i Jarosław Różański oraz obcokrajowcy Vladimír Luka, Aleš Holík, Jozef Kohút. Dzięki tym wzmocnieniom drużyna zakończyła sezon zasadniczy na piątym miejscu i powtórzyła tę lokatę w dalszej części sezonu grając w grupie silniejszej. W pierwszej rundzie play-off Zagłębie zmierzyło się z późniejszym mistrzem Polski Podhalem Nowy Targ. Rywale wygrali rywalizację 3:0. W meczu o piąte miejsce drużyna pokonała TKH Toruń 2:0. W kolejnym sezonie 2007/2008 drużyna zakończyła rundę zasadniczą na trzecim miejscu i awansowała do sześciozespołowej grupy mocniejszej. W rozgrywkach grupowych Zagłębie ponownie zajęło trzecią lokatę i w rundzie play-off trafiło na szósty Naprzód Janów. W rywalizacji do trzech zwycięstw Sosnowiczanie wygrali 3:1 i w półfinale trafili na Cracovię. Faworytem tego spotkanie byli Krakowianie - późniejszy mistrz Polski - którzy w całej konfrontacji zwyciężyli 4:1. W rywalizacji o brązowe medale Zagłębie przegrało z Podhalem Nowy Targ 3:1 i ostatecznie zostało sklasyfikowane na czwartym miejscu. W Pucharze Polski drużyna dotarła do półfinału. W rundzie wstępnej zespół pokonał w dwumeczu Naprzód Janów 2:0 (2:2, 7:2). W ćwierćfinale również w dwumeczu Zagłębie zwyciężyło Polonię Bytom 2:0 (7:2, 4:3) i awansowało do turnieju finałowego rozgrywanego w Tychach. W półfinale rozgrywek rywalem była Cracovia, która zwyciężyła 6:3.

### Lata 2011-2020

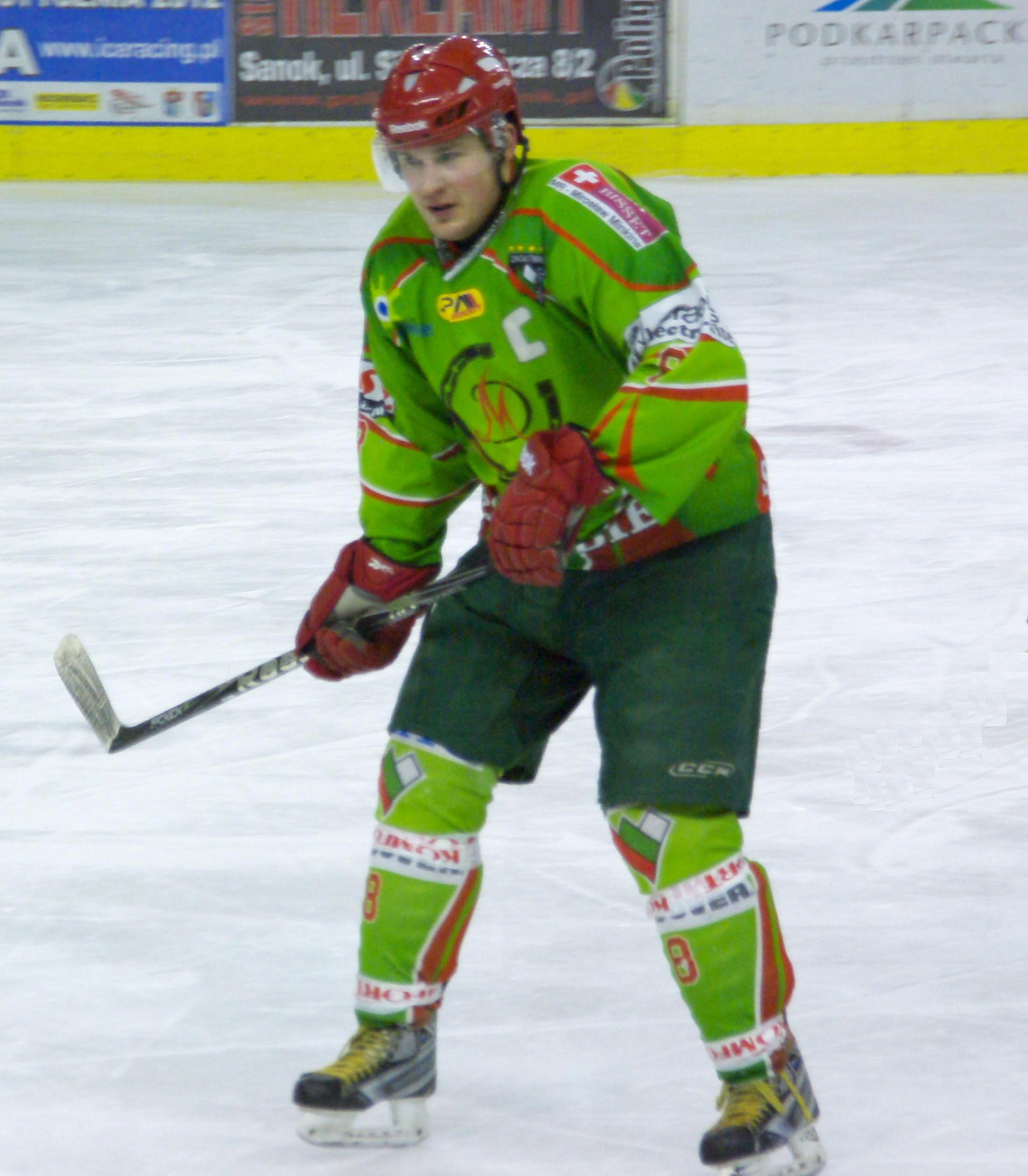
Artur Ślusarczyk kapitan Zagłębia w 2012 roku

Od sezonu 2008/2009 występował pod nazwą Pol-Aqua KH Zagłębie Sosnowiec. Prezesem klubu był Adam Bernat. 15 czerwca 2011 powołano do życia spółkę akcyjną Zagłębie Sosnowiec S.A. Jej jedynym udziałowcem jest gmina Sosnowiec. Prezesem do listopada 2011 był Marcin Fall. Następnie pełniącym obowiązki prezesa został Zbigniew Drążkiewicz, który został odwołany 12 lutego 2013 roku. Jego miejsce do czasu wyboru nowego prezesa zajął członek zarządu, były hokeista Artur Ślusarczyk. 19 kwietnia 2013 roku wybrano nowego prezesa, którym został Adam Proń (obejmie funkcję w sierpniu 2013).
Do końca sezonu 2012/2013 drużyna występowała w Polskiej Lidze Hokejowej. W sierpniu 2013 postanowiono o niezgłoszeniu zespołu do żadnych rozgrywek ligowych w Polsce oraz przystąpiono do likwidacji spółki Zagłębie Sosnowiec S.A.. W sierpniu 2014 klub otrzymał licencję na występy w I lidze. Drużyna Zagłębia wygrała I ligę w sezonie 2014/2015. Pod koniec lipca 2015 klub otrzymał licencję na grę w rozgrywkach Polskiej Hokej Ligi w sezonie 2015/2016. Od początku sezonu drużynę prowadzili Mieczysław Nahuńko i Jerzy Pawłowski. Na przełomie grudnia 2015 i stycznia 2016 ich miejsca zajęli Piotr Sarnik jako pierwszy trener oraz Artur Ślusarczyk jako asystent. W sierpniu 2016 Zagłębie Sosnowiec nie otrzymało licencji na występy w sezonie PHL 2016/2017. We wrześniu 2016 trenerem Zagłębia został Waldemar Klisiak, a jego asystentem Andrzej Wudecki. Ostatecznie pierwsza drużyna Zagłębia została zgłoszona do sezonu I ligi 2016/2017, a zespół rezerwowy przystąpiła do sezonu II ligi 2016/2017. Pierwsza drużyna w finale I ligi uległa Naprzodowi Janów. Przed edycją I ligi 2017/2018 szkoleniowcem został Grzegorz Klich, który przygotował zespół do nowego sezonu, zaś przed jego inaugurację I trenerem został były zawodnik Marcin Kozłowski, a jego asystentem Jarosław Frączek. W sezonie I ligi 2019/2020 drużyna Zagłębia zajęła pierwsze miejsce.
Po sezonie 2019/2020 głównym trenerem został Grzegorz Klich, a jego asystentem Marcin Kozłowski.

### Lata od 2021
W sezonie PHL 2020/2021 Zagłębie uplasowało się na 9-tym miejscu i nie awansowało do fazy play-off, natomiast w edycji I ligi (MHL) 2020/2021 klubowa drużyna UKH zajęła trzecie miejsce. 23 listopada 2022 ogłoszono, że na stanowisku prezesa klubu miejsce Łukasza Girka zajął Arkadiusz Aleksander. 2 lutego 2023 poinformowano o przyjęciu rezygnacji głównego trenera Grzegorza Klicha, którego miejsce zajął dotychczasowy asystent Marcin Kozłowski. 8 lutego 2023 jako nowy szkoleniowiec został przedstawiony Piotr Sarnik.
10 czerwca 2023 oficjalnie otwarto nowe lodowisko klubu – Stadion Zimowy w Zagłębiowskim Parku Sportowym. W tym samym miesiącu nowym prezesem klubu został ogłoszony Adrian Pietrzyk. W kwietniu 2024 r. ogłoszono, że sponsorem tytularnym hokejowego Zagłębia Sosnowiec zostanie spółka EC Będzin SA, a podpisana umowa będzie obowiązywała przez trzy lata. 27 grudnia 2024 ogłoszono zwolnienie sztabu szkoleniowego Zagłębia Sosnowiec (główny trener Piotr Sarnik i asystent Marcin Kozłowski). 4 stycznia 2025 jako jego następca został ogłoszony Fin Matias Lehtonen. 21 stycznia 2025 jego asystentem został ogłoszony Mikołaj Łopuski. W sezonie 2024/25 przyjęto nazwę drużyny EC Będzin Zagłębie Sosnowiec, a przed sezonem 2025/26 zmieniono na ECB Zagłębie Sosnowiec.

## Sukcesy

### Krajowe
- Mistrzostwa Polski:

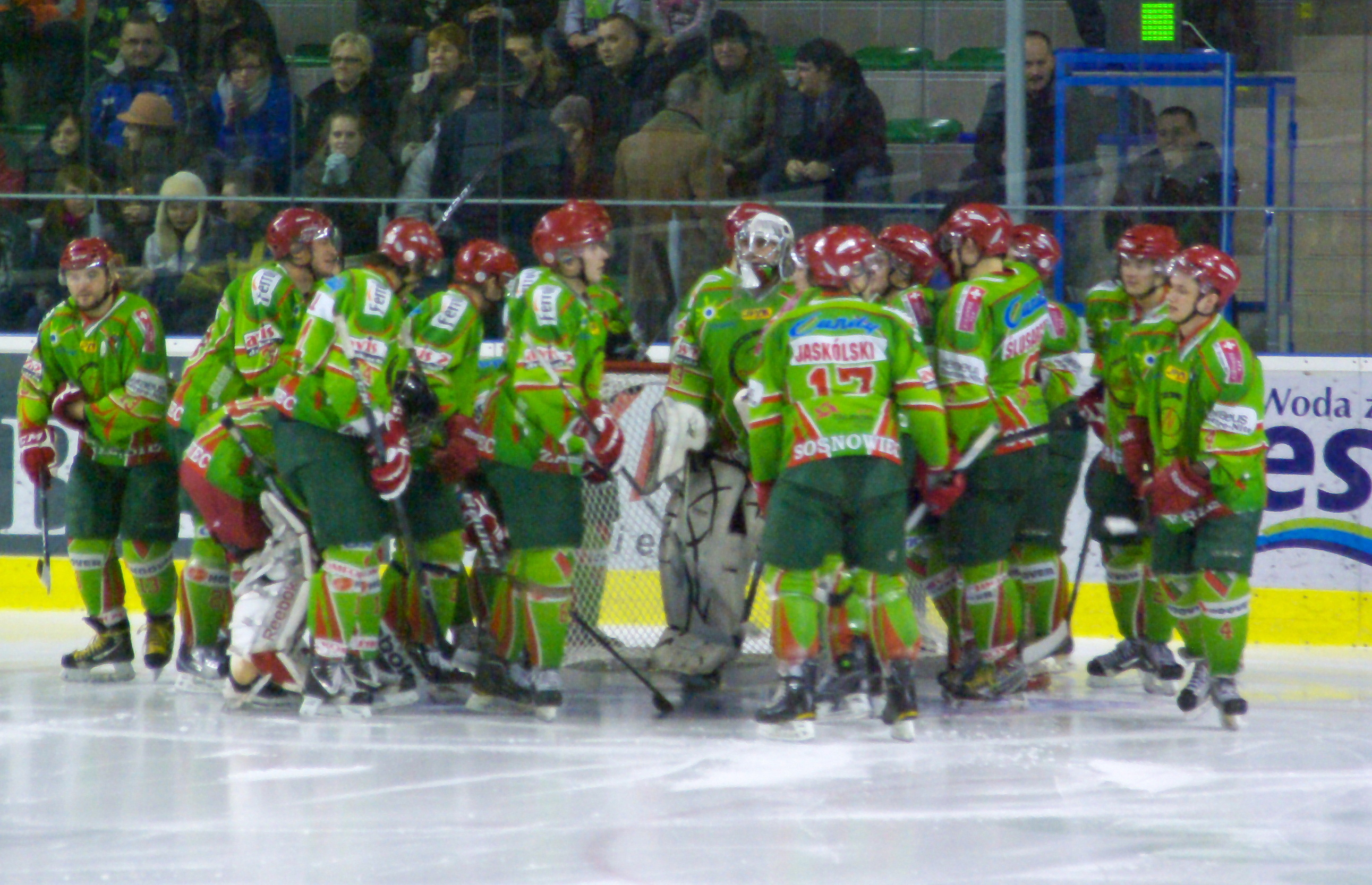
Zawodnicy Zagłębia Sosnowiec (Arena Sanok 2012)

  - 1 miejsce (5): 1980, 1981, 1982, 1983, 1985
  - 2 miejsce (3): 1978, 1979, 1984
  - 3 miejsce (2): 1988, 1990
- I liga:
  - 1 miejsce (6): 1971, 1973, 2001, 2005, 2015, 2020
  - 3 miejsce (2): 1969, 1970
- Mistrzostwa Polski juniorów:
  - 1 miejsce (3): 1989, 2006, 2013
  - 2 miejsce (6): 1982, 2000, 2003, 2004, 2005, 2007
  - 3 miejsce (2): 1984, 1999

### Indywidualne
Tytuł Króla strzelców:
- 1976: Henryk Pytel (29 goli)
- 1979: Wiesław Jobczyk (33 gole)
- 1981: Wiesław Jobczyk (45 goli)
- 1982: Wiesław Jobczyk (52 gole)
- 1983: Wiesław Jobczyk (52 gole)
- 1985: Andrzej Zabawa (41 goli)
- 1986: Andrzej Zabawa (52 gole)
- 1989: Piotr Zdunek (27 goli)
- 2010: Vladimír Luka (38 goli)

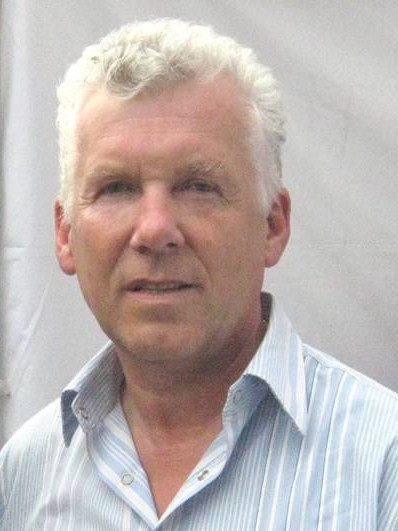
Leszek Tokarz zwycięzca klasyfikacji kanadyjskiej w sezonie 1977/1978 w barwach Zagłębia Sosnowiec

Zwycięzca Klasyfikacji kanadyjskiej:
- 1978: Leszek Tokarz (58 punktów)
- 1979: Wiesław Jobczyk (53 punkty)
- 1981: Wiesław Jobczyk (73 punkty)
- 1982: Wiesław Jobczyk (67 punktów)
- 1983: Wiesław Jobczyk (84 punkty)
- 1984: Andrzej Zabawa (61 punktów)
- 1985: Andrzej Zabawa (62 punkty)
- 1986: Andrzej Zabawa (82 punkty)
- 1989: Piotr Zdunek (50 punktów)

Plebiscyt Złoty Kij:
- 1981: Wiesław Jobczyk
- 1982: Wiesław Jobczyk
- 2007: Tomasz Jaworski

Plebiscyt Srebrny Kij:
- 2007: Bartosz Stepokura

## Sezony
Wyniki ze wszystkich sezonów Zagłębia Sosnowiec
- 1933: Powstanie klubu
- 1955: ? miejsce w Lidze Wojewódzkiej
- 1956: 5. miejsce w III lidze
- 1957: 2. miejsce w III lidze[a]
- 1958: 5. miejsce w III lidze
- 1959: 4. miejsce w III lidze
- 1960: 6. miejsce w III lidze
- 1961: 8. miejsce w III lidze
- 1962: 7. miejsce w III lidze (spadek)
- 1963: 7. miejsce w Lidze Regionalnej
- 1964: 3. miejsce w Lidze Regionalnej
- 1965: ? miejsce w Lidze Regionalnej
- 1966: ? miejsce w Lidze Regionalnej
- 1967: 3 miejsce w Lidze Regionalnej[b]
- 1968: 1. miejsce w III lidze[c]
- 1969: 3. miejsce w II lidze
- 1970: 3. miejsce w II lidze
- 1971: 1. miejsce w II lidze (awans)
- 1972: 10. miejsce w I lidze (spadek)
- 1973: 1. miejsce w II lidze (awans)
- 1974: 8. miejsce w I lidze
- 1975: 8. miejsce w I lidze
- 1976: 8. miejsce w I lidze
- 1977: 8. miejsce w I lidze
- 1978: 2. miejsce w I lidze
- 1979: 2. miejsce w I lidze
- 1980: Mistrzostwo Polski
- 1981: Mistrzostwo Polski
- 1982: Mistrzostwo Polski
- 1983: Mistrzostwo Polski
- 1984: 2. miejsce w I lidze
- 1985: Mistrzostwo Polski
- 1986: 4. miejsce w I lidze
- 1987: 4. miejsce w I lidze
- 1988: 3. miejsce w I lidze
- 1989: 5. miejsce w I lidze
- 1990: 3. miejsce w I lidze
- 1991: 9. miejsce w I lidze
- 1992: klub wycofany z rozgrywek[d]
- 1993-1998: klub w likwidacji
- 1999: 10. miejsce w I lidze (spadek)
- 2000: ?. miejsce w I lidze[e]
- 2001: 1. miejsce w I lidze (awans)
- 2002: 7. miejsce w PLH, ćwierćfinał Pucharu Polski
- 2003: 8. miejsce w PLH (spadek)
- 2004: 7. miejsce w I lidze, ćwierćfinał Pucharu Polski
- 2005: 1. miejsce w I lidze (awans), runda I Pucharu Polski
- 2006: 6. miejsce w PLH, półfinał Pucharu Polski
- 2007: 5. miejsce w PLH, runda I Pucharu Polski
- 2008: 4. miejsce w PLH, półfinał Pucharu Polski
- 2009: 6. miejsce w PLH, runda I Pucharu Polski
- 2010: 4. miejsce w PLH, runda I Pucharu Polski
- 2011: 8. miejsce w PLH, runda I Pucharu Polski
- 2012: 6. miejsce w PLH, runda I Pucharu Polski
- 2013: 7. miejsce w PLH, ćwierćfinał Pucharu Polski
- 2014: klub wycofany z rozgrywek
- 2015: 1. miejsce w I lidze (awans)
- 2016: 10. miejsce w PHL
- 2017: 2. miejsce w I lidze
- 2018: 2. miejsce w I lidze
- 2019: 9. miejsce w PHL
- 2020: 9. miejsce w PHL (uznaniowo)[65]
- 2021: 9. miejsce w PHL
- 2022: 8. miejsce w PHL
- 2023: 8. miejsce w PHL

## Prezesi
(na podstawie materiału źródłowego)
- 1998-1999: Krzysztof Sobczyński
- 1999-2000: Zbigniew Ziegert
- 2000-2001: Szczepan Golec
- 2001-2002: Janusz Karkusiński (TRH Zagłębie) / Mieczysław Grzanka (STH Zagłębie)
- 2002: Szczepan Golec
- 2002- : Adam Bernat
- 2023 - Adrian Pietrzyk

## Kadra w sezonie2024/2025
Na podstawie materiału źródłowego:
| Bramkarze: - Gabriel Kaczkowski - Patrik Spěšný - Mikołaj Szczepkowski Obrońcy: - Witalij Andrejkiw - Marek Charvát - Michał Kotlorz – kapitan - Oskar Krawczyk - Michał Naróg - Jakub Šaur - Matthew Sozanski - Olaf Włodara |  | Napastnicy: - Michał Bernacki - Nikita Bucenko - Piotr Ciepielewski - Mirko Đumić - Eric Kaczyński - Arkadiusz Karasiński - Illa Korenczuk - Patryk Krężołek - Aleks Menc - Dominik Nahunko - Sang Hoon Shin - Radosław Sawicki - Jan Sołtys - Roman Szturc - Damian Tyczyński - Jesperi Viikilä |